# Uvs
Denna artikel behandlar provinsen. För sjön med detta namn, se Uvs Nuur.
Uvs (Увс аймаг med mongolisk kyrillisk skrift) är en provins (ajmag) i västra Mongoliet. Den har totalt 90 037 invånare (2000) och en areal på 69 600 km². Provinshuvudstad är Ulaangom. 
Provinsen innefattar landets största sjö, Uvs Nuur, som gett namn åt provinsen. 

## Administrativ indelning
Provinsen är indelad i 19 distrikt (sum): Baruunturuun, Böhmörön, Davst, Dzüüngovi, Hovd, Hyargas, Malchin, Naranbulag, Ölgiy, Ömnögovi, Öndörhangay, Sagil, Tarialan, Tes, Tsagaanhangay, Türgen, Ulaangom, Züünhangay och Zavhan.